# Tefik Osmani
Tefik Osmani (Coriza, 8 giugno 1985) è un ex calciatore albanese, di ruolo difensore.

## Carriera

### Club
Il 1º luglio 2005 viene acquistato per 450.000 euro dalla squadra ucraina del Metalurh Donec'k, militante nella massima serie del campionato ucraino.

### Nazionale
Ha esordito con la maglia della Nazionale albanese nel 2005.

## Statistiche

### Presenze e reti nei club
Statistiche aggiornate al 23 novembre 2019.
| Stagione                | Squadra                 | Campionato              | Campionato | Campionato | Coppe nazionali | Coppe nazionali | Coppe nazionali | Coppe continentali | Coppe continentali | Coppe continentali | Altre coppe | Altre coppe | Altre coppe | Totale | Totale |
| Stagione                | Squadra                 | Comp                    | Pres       | Reti       | Comp            | Pres            | Reti            | Comp               | Pres               | Reti               | Comp        | Pres        | Reti        | Pres   | Reti   |
| ----------------------- | ----------------------- | ----------------------- | ---------- | ---------- | --------------- | --------------- | --------------- | ------------------ | ------------------ | ------------------ | ----------- | ----------- | ----------- | ------ | ------ |
| 2002-2003               | Skënderbeu              | KP                      | 0          | 0          | CA              | 0               | 0               | -                  | -                  | -                  | -           | -           | -           | 0      | 0      |
| 2003-gen. 2004          | Bylis Ballsh            | KP                      | 0          | 0          | CA              | 0               | 0               | -                  | -                  | -                  | -           | -           | -           | 0      | 0      |
| gen.-giu. 2004          | Tomori                  | KP                      | 0          | 0          | CA              | 0               | 0               | -                  | -                  | -                  | -           | -           | -           | 0      | 0      |
| lug. 2004               | Teuta                   | KS                      | 0          | 0          | CA              | 0               | 0               | Int                | 2                  | 0                  | -           | -           | -           | 2      | 0      |
| ago. 2004               | Partizani Tirana        | KS                      | 0          | 0          | CA              | 0               | 0               | CU                 | 1                  | 0                  | -           | -           | -           | 1      | 0      |
| 2004-2005               | Elbasani                | KS                      | 36         | 2          | CA              | 0               | 0               | -                  | -                  | -                  | -           | -           | -           | 36     | 2      |
| 2005-2006               | Metalurh Donec'k        | VL                      | 7          | 0          | CU              | 0               | 0               | -                  | -                  | -                  | -           | -           | -           | 7      | 0      |
| 2006-2007               | Elbasani                | KS                      | 22         | 2          | CA              | 0               | 0               | -                  | -                  | -                  | -           | -           | -           | 22     | 2      |
| Totale Elbasani         | Totale Elbasani         | Totale Elbasani         | 58         | 4          |                 | 0               | 0               |                    | -                  | -                  |             | -           | -           | 58     | 4      |
| 2007-2008               | Partizani Tirana        | KS                      | 31         | 3          | CA              | 0               | 0               | -                  | -                  | -                  | -           | -           | -           | 31     | 3      |
| ago. 2008               | Partizani Tirana        | KS                      | 0          | 0          | CA              | 0               | 0               | CU                 | 2                  | 0                  | -           | -           | -           | 2      | 0      |
| Totale Partizani Tirana | Totale Partizani Tirana | Totale Partizani Tirana | 31         | 3          |                 | 0               | 0               |                    | 3                  | 0                  |             | -           | -           | 34     | 3      |
| 2008-2009               | Tirana                  | KS                      | 24         | 0          | CA              | 5               | 0               | -                  | -                  | -                  | -           | -           | -           | 29     | 0      |
| 2009-2010               | Tirana                  | KS                      | 26         | 0          | CA              | 2               | 0               | UCL                | 2                  | 0                  | SA          | 0           | 0           | 30     | 0      |
| 2010-2011               | Tirana                  | KS                      | 27         | 1          | CA              | 5               | 0               | UEL                | 4                  | 0                  | SA          | 1           | 0           | 37     | 1      |
| ago. 2011               | Tirana                  | KS                      | 0          | 0          | CA              | 0               | 0               | UEL                | 1                  | 0                  | SA          | 0           | 0           | 1      | 0      |
| 2011-2012               | Teuta                   | KS                      | 23         | 2          | CA              | 4               | 1               | -                  | -                  | -                  | -           | -           | -           | 27     | 3      |
| ago. 2012               | Teuta                   | KS                      | 0          | 0          | CA              | 0               | 0               | UEL                | 2                  | 0                  | -           | -           | -           | 2      | 0      |
| 2012-gen. 2013          | Vllaznia                | KS                      | 13         | 1          | CA              | 3               | 1               | -                  | -                  | -                  | -           | -           | -           | 16     | 2      |
| gen.-giu. 2013          | Teuta                   | KS                      | 12         | 2          | CA              | 2               | 0               | -                  | -                  | -                  | -           | -           | -           | 14     | 2      |
| 2013-2014               | Teuta                   | KS                      | 27         | 2          | CA              | 4               | 1               | UEL                | 2                  | 0                  | -           | -           | -           | 33     | 3      |
| 2014-2015               | Skënderbeu              | KS                      | 22         | 1          | CA              | 3               | 1               | UCL                | 2                  | 0                  | SA          | 1           | 0           | 28     | 2      |
| 2015-2016               | Skënderbeu              | KS                      | 22         | 0          | CA              | 7               | 0               | UCL+UEL            | 1+1                | 0                  | SA          | 0           | 0           | 31     | 0      |
| 2016-2017               | Skënderbeu              | KS                      | 26         | 0          | CA              | 5               | 1               | -                  | -                  | -                  | SA          | 1           | 0           | 32     | 1      |
| 2017-2018               | Skënderbeu              | KS                      | 21         | 0          | CA              | 4               | 0               | UEL                | 12                 | 0                  | -           | -           | -           | 37     | 0      |
| Totale Skënderbeu       | Totale Skënderbeu       | Totale Skënderbeu       | 91         | 1          |                 | 19              | 2               |                    | 16                 | 0                  |             | 2           | 0           | 128    | 3      |
| 2018-2019               | Teuta                   | KS                      | 29         | 0          | CA              | 3               | 0               | -                  | -                  | -                  | -           | -           | -           | 32     | 0      |
| lug. 2019               | Teuta                   | KS                      | 0          | 0          | CA              | 0               | 0               | UEL                | 1                  | 0                  | -           | -           | -           | 1      | 0      |
| Totale Teuta            | Totale Teuta            | Totale Teuta            | 91         | 6          |                 | 13              | 2               |                    | 7                  | 0                  |             | -           | -           | 111    | 8      |
| 2019-2020               | Tirana                  | KS                      | 13         | 0          | CA              | 0               | 0               | -                  | -                  | -                  | -           | -           | -           | 13     | 0      |
| Totale Tirana           | Totale Tirana           | Totale Tirana           | 90         | 1          |                 | 12              | 0               |                    | 7                  | 0                  |             | 1           | 0           | 110    | 1      |
| Totale carriera         | Totale carriera         | Totale carriera         | 381        | 16         |                 | 47              | 5               |                    | 33                 | 0                  |             | 3           | 0           | 464    | 21     |

### Cronologia presenze e reti in Nazionale
| Cronologia completa delle presenze e delle reti in nazionale ― Albania | Cronologia completa delle presenze e delle reti in nazionale ― Albania | Cronologia completa delle presenze e delle reti in nazionale ― Albania | Cronologia completa delle presenze e delle reti in nazionale ― Albania | Cronologia completa delle presenze e delle reti in nazionale ― Albania | Cronologia completa delle presenze e delle reti in nazionale ― Albania | Cronologia completa delle presenze e delle reti in nazionale ― Albania | Cronologia completa delle presenze e delle reti in nazionale ― Albania |
| Data                                                                   | Città                                                                  | In casa                                                                | Risultato                                                              | Ospiti                                                                 | Competizione                                                           | Reti                                                                   | Note                                                                   |
| ---------------------------------------------------------------------- | ---------------------------------------------------------------------- | ---------------------------------------------------------------------- | ---------------------------------------------------------------------- | ---------------------------------------------------------------------- | ---------------------------------------------------------------------- | ---------------------------------------------------------------------- | ---------------------------------------------------------------------- |
| 9-2-2005                                                               | Tirana                                                                 | Albania                                                                | 0 – 2                                                                  | Ucraina                                                                | Qual. Mondiali 2006                                                    | -                                                                      | 56’                                                                    |
| 30-3-2005                                                              | Pireo                                                                  | Grecia                                                                 | 2 – 0                                                                  | Albania                                                                | Qual. Mondiali 2006                                                    | -                                                                      |                                                                        |
| 29-5-2005                                                              | Stettino                                                               | Polonia                                                                | 1 – 0                                                                  | Albania                                                                | Amichevole                                                             | -                                                                      |                                                                        |
| 4-6-2005                                                               | Tirana                                                                 | Albania                                                                | 3 – 2                                                                  | Georgia                                                                | Qual. Mondiali 2006                                                    | -                                                                      | 64’                                                                    |
| 8-6-2005                                                               | Copenaghen                                                             | Danimarca                                                              | 3 – 1                                                                  | Albania                                                                | Qual. Mondiali 2006                                                    | -                                                                      |                                                                        |
| 17-8-2005                                                              | Tirana                                                                 | Albania                                                                | 2 – 1                                                                  | Azerbaigian                                                            | Amichevole                                                             | -                                                                      |                                                                        |
| 29-2-2012                                                              | Tbilisi                                                                | Georgia                                                                | 2 – 1                                                                  | Albania                                                                | Amichevole                                                             | -                                                                      | 89’                                                                    |
| 22-5-2012                                                              | Madrid                                                                 | Qatar                                                                  | 1 – 2                                                                  | Albania                                                                | Amichevole                                                             | -                                                                      | 87’                                                                    |
| 27-5-2012                                                              | Istanbul                                                               | Albania                                                                | 1 – 0                                                                  | Iran                                                                   | Amichevole                                                             | -                                                                      | 86’                                                                    |
| 6-2-2013                                                               | Tirana                                                                 | Albania                                                                | 1 – 2                                                                  | Georgia                                                                | Amichevole                                                             | -                                                                      | 46’                                                                    |
| 26-3-2013                                                              | Tirana                                                                 | Albania                                                                | 4 – 1                                                                  | Lituania                                                               | Amichevole                                                             | -                                                                      |                                                                        |
| 7-6-2013                                                               | Tirana                                                                 | Albania                                                                | 1 – 1                                                                  | Norvegia                                                               | Qual. Mondiali 2014                                                    | -                                                                      | 77’                                                                    |
| Totale                                                                 |                                                                        | Presenze                                                               | 12                                                                     |                                                                        | Reti                                                                   | 0                                                                      |                                                                        |

## Palmarès

### Club

#### Competizioni nazionali
- Supercoppa d'Albania: 1

Skënderbeu: 2014
- Campionato albanese: 4

Skënderbeu: 2014-2015, 2015-2016, 2017-2018
KF Tirana: 2019-2020
- Coppa d'Albania: 1

Skënderbeu: 2017-2018